# Henry Horner

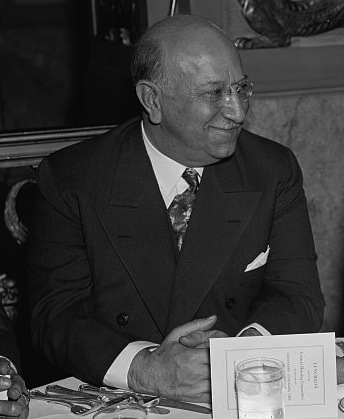
Henry Horner (1937)

Henry Horner  (* 30. November 1879 in Chicago, Illinois; † 6. Oktober 1940 in Winnetka, Illinois) war ein US-amerikanischer Politiker und von 1933 bis 1940 der 28. Gouverneur von Illinois.

## Frühe Jahre und politischer Aufstieg
Henry Horner besuchte die Chicago Manual Training School und die University of Chicago. Anschließend studierte er am Chicago Kent College Jura. Nach seinem erfolgreichen Examen und der Zulassung als Rechtsanwalt im Jahr 1898 praktizierte er in seiner Heimatstadt. Zwischen 1915 und 1931 war Horner Richter an einem Nachlassgericht im Cook County. Im Jahr 1932 wurde er von seiner Demokratischen Partei zum Spitzenkandidaten für die anstehende Gouverneurswahl ernannt und anschließend auch von den Wählern in Illinois in dieses Amt gewählt. Er wurde der erste jüdische Gouverneur dieses Staates. 

## Gouverneur von Illinois
Horner trat sein neues Amt am 9. Januar 1933 fast gleichzeitig mit dem neuen Präsidenten Franklin D. Roosevelt an, der am 4. März dieses Jahres in sein Amt eingeführt wurde. Zum Zeitpunkt seines Amtsantritts hatte die große Wirtschaftskrise gerade ihren Höhepunkt erreicht. Mit Hilfe der New Deal Politik des Präsidenten besserte sich die Lage in den folgenden Jahren deutlich. In der Amtszeit von Horner wurde das Prohibitionsverbot von 1919 wieder aufgehoben. Damit wurde dem Alkoholschmuggel bundesweit der Boden entzogen. Auch die militanten Gangsterkriege fanden allmählich eine Ende, nicht aber das organisierte Verbrechen, das sich nun andere Gebiete wie zum Beispiel den Drogenhandel erschloss. Ein letzter Höhepunkt der Gewalttätigkeiten war das tödliche Attentat auf den Bürgermeister von Chicago Anfang 1933.
Im ersten Jahr seiner Amtszeit führte Horner eine 2 % Mehrwertsteuer in Illinois ein, die er 1937 auf 3 % anhob. Hinsichtlich des Wahlsystems wurde eine Wählerregistrierung eingeführt. Anhand eines Vergleichs der Unterschriften konnte damit die Identität der Wähler kontrolliert werden. Ein Mindestlohn für Frauen und Minenarbeiter wurde 1933 eingeführt. 1937 folgte ein Gesetz, das die tägliche Arbeitszeit für Frauen auf acht Stunden begrenzte. Dazwischen wurde 1935 ein Rentengesetz verabschiedet, womit die gesetzliche Rente in Illinois eingeführt wurde. Später folgte ein ähnliches Gesetz zur Einführung der Arbeitslosenversicherung. 1937 wurde im Marion County Öl entdeckt, was im südlichen Illinois einen Öl Boom auslöste. Im Jahr 1933 wurde in Chicago der 100. Jahrestag der Stadtgründung gefeiert. Bei dieser Gelegenheit wurde der Wasserweg von New Orleans nach Chicago eröffnet. Im Jahr 1934 zerstörte ein Großfeuer das Staatsarchiv, wodurch viele historische Unterlagen vernichtet wurden. Das Bevölkerungswachstum in Illinois hat sich in den 1930er Jahren deutlich verlangsamt. Zwischen 1930 und 1940 stieg die Einwohnerzahl des Landes nur um 300,000 auf 7,9 Millionen. Damit war der Anstieg geringer als in den Jahrzehnten zuvor.
Gouverneur Horner war 1936 in seinem Amt bestätigt worden. Während seiner zweiten Amtszeit erlitt er einen Herzinfarkt, an dem er schließlich im Oktober 1940 verstarb. Sein Vizegouverneur John Stelle musste die verbleibenden drei Monate seiner Amtszeit als Gouverneur absolvieren. Horner besaß eine wertvolle Sammlung von Erinnerungsstücken an Abraham Lincoln, die er der historischen Gesellschaft von Illinois vermachte.